# Folkefronten (Island)
 For alternative betydninger, se Folkefronten. (Se også artikler, som begynder med Folkefronten)
Folkefronten (islandsk: Alþýðufylkingin) er et antikapitalistiskt venstrefløjsparti på Island, der blev grundlagt 18. februar 2013 med henblik på at befri landet fra kapitalismen. Partiet er stærkt imod islandsk medlemskab af EU og ønsker landet udmeldt af NATO. Folkefronten er ikke officielt kommunistisk, men grundlæggeren og lederen Þorvaldur Þorvaldsson har beskrevet sig selv som kommunist, og mange dets ældre medlemmer er primært folk fra kommunistiske, maoistiske og trotskistiske kredse. 
Partiet stillede op til altingsvalgene i 2013, 2016 og 2017, samt til kommunalvalg i Reykjavik i 2014 og 2018, men har aldrig opnået over 1% af stemmerne. Spærregrænsen i Island er 5%. 